# Ребекка Мур
Ребекка Мур (англ. Rebecca Moore, нар. 21 травня 1968) — американська актриса, музикант і співачка. Вона прославилася завдяки своїй участі в театральних постановках, натхнених так званим арт-рухом Флуксус, і експериментальною музикою, яку іноді порівнюють з творчістю ісландської співачки Б'єрк. У свій час Ребекка підтримувала стосунки з культовим американським гітаристом і рок-співаком Джеффом Баклі й була його музою.

## Біографія
Ребекка Мур народилася 21 травня 1968 року в Нью-Йорку. Її батьки — відомий в рамках руху FLUXUS фотограф Пітер Мур (Peter Moore), часто знімав як самих артистів і художників, так і результати їх таланту, і його дружина Барбара (Barbara Moore), мистецтвознавець і письменник. Ребекка росла на тлі авангардного нью-йоркського театру 70-х. У дитинстві вона вчилася грати на скрипці і фортепіано, причому спочатку у неї навіть не було піаніно, і вона вправлялася в повній тиші на аркуші картону, з надрукованими на ньому клавішами. Коли сім'я все-таки змогла купити дитині піаніно, Ребекка стала сидіти за ним годинами, проводячи експерименти зі звучанням і записуючи свої екзерсиси на касетний магнітофон.
Ще підлітком Ребекка Мур почала виступати в експериментальних театральних постановках у таких режисерів, як Джон Джезурун (John Jesurun), в тому числі в його п'єсах 'Глибокий сон' (Deep Sleep) і 'Різанина Чаттерхенда' (Shatterhand Massacre), Річард Форман (Richard Foreman), Джулія Хейворд (Julia Heyward), Джо Андрес (Jo Andres), Девід Патрік Келлі (David Patrick Kelly), Кларінда Мак Лоу (Clarinda Mac Low) і інші, як в США, так і в Європі.
Її власні сольні виступи на скромних заходах в маленьких клубах за цей час перетворилися в повномасштабні, хоч і малобюджетні музичні театральні п'єси, в яких часто бере участь група під назвою 'The Prevention of Blindness', зібрана Ребеккою. Вона випустила два альбоми на CD, в 1996 році — 'Admiral Charcoal's Song' і в 2000-му - 'Home Wreckordings 1997-1999', обидва з лейблом 'Knitting Factory Records', і в даний час зайнята підготовкою третього альбому на студії звукозапису 'John Zorn's Tzadik Records'.
В останні роки Ребекка Мур стала брати участь в діяльності деяких соціальних групах і громадських організаціях, що займаються питаннями збереження творчої та культурної спадщини нью-йоркських районів Іст-Віллідж (East Village) і Нижній Іст-Сайд (Lower East Side). 14 квітня 2007 року Ребекка разом з музикантом Марком Рибот (Marc Ribot) були заарештовані під час акції протесту проти закриття авангардного клубу 'Tonic'. Вони незаконно проникли в приміщення, підбадьорювали криками своїх прихильників з іншого боку вулиці.

## Дискографія
- 1996 - Admiral Charcoal's Song originally released by (Knitting Factory Records)
- 2001 - Home Wreckordings 1997-1999 Originally released by (Knitting Factory Records)

## Фільмографія
- Mania
- Dark Target
- Demons Risin
- Crackerjack

## Батьки
- Пітер Мур
- Барбара Мур

## Жанри
Альтернативний рок, Експериментальна музика, Ембієнт